# Askis
Askis  (finska: Askisto) är en stadsdel i Vanda stad i landskapet Nyland. 
Askis är en stadsdel med mestadels småhus och 1 800 invånare (2023). Som gränser för stadsdelen fungerar triangeln 
Ring III–Vichtisvägen–Esbo stadsgräns. Det finns cirka 490 arbetsplatser (2001) i Askis och bland annat två daghem, ett lågstadium och en butik.